# Jodel Dossou
Jodel Dossou (sinh ngày 17 tháng 3 năm 1992) là một cầu thủ bóng đá người Bénin hiện tại thi đấu cho SC Austria Lustenau.

## Sự nghiệp quốc tế

### Bàn thắng quốc tế
Tỉ số và kết quả liệt kê bàn thắng của Bénin trước.
| #  | Ngày                 | Địa điểm                                          | Đối thủ         | Tỉ số | Kết quả | Giải đấu                 |
| -- | -------------------- | ------------------------------------------------- | --------------- | ----- | ------- | ------------------------ |
| 1. | 27 tháng 3 năm 2016  | Sân vận động Hữu nghị, Cotonou, Bénin             | Nam Sudan       | 3–0   | 4–1     | Vòng loại CAN 2017       |
| 2. | 3 tháng 9 năm 2017   | Sân vận động Malabo, Malabo, Guinea Xích Đạo      | Guinea Xích Đạo | 2–0   | 2–1     | Giao hữu                 |
| 3. | 6 tháng 9 năm 2019   | Sân vận động Michel d'Ornano, Caen, Pháp          | Bờ Biển Ngà     | 1–1   | 2–1     | Giao hữu                 |
| 4. | 17 tháng 11 năm 2019 | Sân vận động Charles de Gaulle, Porto-Novo, Bénin | Sierra Leone    | 1–0   | 1–0     | Vòng loại CAN 2021       |
| 5. | 11 tháng 11 năm 2021 | Sân vận động Hữu nghị, Cotonou, Bénin             | Madagascar      | 1–0   | 2–0     | Vòng loại World Cup 2022 |